# Marie-Nicolas Bouillet
Marie-Nicolas Bouillet (Parigi, 5 maggio 1798 – Parigi, 28 dicembre 1864) è stato un lessicografo e filosofo francese ricordato principalmente per aver compilato il Dictionnaire universel d'histoire et de géographie (1842).

## Biografia
Nato a Parigi e cresciuto in una famiglia di produttori di armi che si era stabilita a Saint-Étienne, Nicolas Bouillet rimase orfano del padre dall'età di due anni. Durante gli anni quaranta divenne preside del collège royal de Bourbon (oggi Liceo Condorcet) e redasse il fortunato Dictionnaire universel d'histoire et de géographie (1842), che John Lemprière imitò per scrivere la sua Bibliotheca Classica, e che fu stampato in 34 edizioni diverse. Nel 1850 venne nominato consigliere onorario dell'Università. Nel 1854 e nel 1865 furono pubblicati il Dictionnaire universel des sciences, des lettres et des arts e l'Atlas universel d'histoire et de géographie, che fungono da complemento al suo Dictionnaire universel. Bouillet è anche noto per aver tradotto le opere di altri filosofi, fra cui Cicerone, Plotino e Francesco Bacone. Bouillet morì nel 1864 nella sua città natale Parigi.

## Opere
- Dictionnaire classique de l'antiquité sacrée et profane, 1826
- Abrégé du dictionnaire classique de l'antiquité sacrée et profane, 1826
- L. Annaei Senecae pars prima, sive Opera philosophica, 1827–1830
- M. T. Ciceronis pars tertia, sive Opera philosophica, 1828–1831
- Œuvres philosophiques de Bacon, publiées d'après les textes originaux, avec notice, sommaires et éclaircissements, 1834
- Dictionnaire universel d'histoire et de géographie, 1842
- Dictionnaire universel des sciences, des lettres et des arts, 1854
- Les Ennéades de Plotin, traduites pour la première fois en français, accompagnées de sommaires, de notes et d'éclaircissements et précédées de la vie de Plotin et des principes de la théorie des intelligibles de Porphyre, 1857–1861
- Porphyre, son rôle dans l'école néo-platonicienne, sa lettre à Marcella, traduite pour la * première fois en français, 1864
- Atlas universel d'histoire et de géographie contenant (1) la chronologie (2) la généalogie (3) la géographie, 1865